# アヴェンサ358便墜落事故
アヴェンサ358便墜落事故（アヴェンサ358びんついらくじこ）は、1974年12月22日に発生した航空事故である。ホセ・タデオ・モナガス国際空港からシモン・ボリバル国際空港へ向かっていたアヴェンサ358便（マクドネル・ダグラス DC-9-14）がホセ・タデオ・モナガス国際空港を離陸直後に墜落し、乗員乗客75人全員が死亡した。

## 事故機
事故機のマクドネル・ダグラス DC-9-14（YV-C-AVM）は製造番号47056として製造され、1967年に初飛行して同年にアヴェンサに納入された。エンジンはプラット・アンド・ホイットニー JT8D-7Aを搭載していた。

## 事故の経緯
358便はホセ・タデオ・モナガス国際空港の滑走路05から離陸した。離陸して5分後にパイロットは管制に緊急事態を宣言した。その後358便は制御不能となってベネズエラのマトゥリンから32kmの地点に墜落し、乗員乗客75人全員が死亡した。

## 事故原因
ベネズエラ当局及び国家運輸安全委員会（NTSB）が事故調査を行った。昇降舵の故障が考えられたが、事故原因は特定されずに終わった。

## その後
2008年2月23日にサンタバーバラ航空518便墜落事故が発生した際、ベネズエラのGlobovisiónで少し取り上げられた。